# Radiolyse
Unter Radiolyse versteht man die Spaltung chemischer Bindungen unter Einwirkung ionisierender Strahlung, wobei hauptsächlich Radikale oder Ionen entstehen. Meist wird mit dem Begriff die Radiolyse von Wasser angesprochen.
Die Bezeichnung setzt sich aus den Teilen „Radio“ [von lat. radius „Strahl“] und „Lyse“ [von griech. λύειν (lýein) „(auf)lösen; trennen“, λύσις (lýsis) „das (Auf)lösen“] zusammen.

## Radiolyse von Wasser

### Strahlenchemie
Die Radiolyse von Wasser läuft in mehreren Schritten ab, die im Folgenden aufgeführt werden.
Durch ionisierende Strahlung (z. B. γ-Strahlung) können Wassermoleküle angeregt oder ionisiert werden:
{\displaystyle \mathrm {H_{2}O} \ {\xrightarrow[{\qquad }]{\gamma }}\ \mathrm {H_{2}O} ^{*}}
{\displaystyle \mathrm {H_{2}O} \ {\xrightarrow[{\qquad }]{\gamma }}\ \mathrm {H_{2}O} ^{+}\ {+}\ \mathrm {e} ^{-}}
Das H2O+-Ion reagiert sehr schnell (innerhalb 10−14 s) mit Wasser:
{\displaystyle \mathrm {H_{2}O} ^{+}\ {+}\ \mathrm {H_{2}O} \ {\xrightarrow[{\qquad }]{}}\ {\cdot }\mathrm {OH} \ {+}\ \mathrm {H_{3}O} ^{+}}
Die angeregten Wassermoleküle dissoziieren innerhalb 10−14−10−13 s zu Radikalen:
{\displaystyle \mathrm {H_{2}O} ^{*}\ {\xrightarrow[{\qquad }]{}}\ \mathrm {H} {\cdot }\ {+}\ {\cdot }\mathrm {OH} }
{\displaystyle \mathrm {H_{2}O} ^{*}\ {\xrightarrow[{\qquad }]{}}\ \mathrm {H_{2}} \ {+}\ \mathrm {O} {\cdot }}
Sofern sie genügend Energie besitzen, können die bei der Ionisation von Wassermolekülen freigewordenen Elektronen weitere Wassermoleküle anregen oder ionisieren. Nachdem sie ihre Energie weitgehend verloren haben, werden sie zunächst solvatisiert. Dieser Vorgang läuft innerhalb von 10−12 s ab.
Weitere Folgereaktionen sind:
{\displaystyle 2\;\mathrm {e_{aq}^{-}} \ {+}\ 2\;\mathrm {H_{2}O} \ {\xrightarrow[{\qquad }]{}}\ \mathrm {H_{2}} \ {+}\ 2\;\mathrm {OH} ^{-}}
{\displaystyle \mathrm {e_{aq}^{-}} \ {+}\ {\cdot }\mathrm {OH} \ {\xrightarrow[{\qquad }]{}}\ \mathrm {OH} ^{-}}
{\displaystyle \mathrm {e_{aq}^{-}} \ {+}\ \mathrm {H_{3}O} ^{+}\ {\xrightarrow[{\qquad }]{}}\ \mathrm {H} {\cdot }\ {+}\ \mathrm {H_{2}O} }
{\displaystyle \mathrm {e_{aq}^{-}} \ {+}\ \mathrm {H} {\cdot }\ {+}\ \mathrm {H_{2}O} \ {\xrightarrow[{\qquad }]{}}\ \mathrm {H_{2}} \ {+}\ \mathrm {OH} ^{-}}
{\displaystyle 2\;\mathrm {H} {\cdot }\ {\xrightarrow[{\qquad }]{}}\ \mathrm {H_{2}} }
{\displaystyle 2\;{\cdot }\mathrm {OH} \ {\xrightarrow[{\qquad }]{}}\ \mathrm {H_{2}O_{2}} }
Wegen der Vielzahl der konkurrierenden Reaktionen hängen die Ausbeuten der einzelnen Produkte stark von den Reaktionsbedingungen ab. Typische Werte für reines flüssiges Wasser bei der Bestrahlung mit γ- oder β−-Strahlung sind in der folgenden Tabelle aufgeführt:
| Produkt                               | G in µmol/J |
| ------------------------------------- | ----------- |
| {\displaystyle \mathrm {H_{2}} }      | 0,047       |
| {\displaystyle \mathrm {H_{2}O_{2}} } | 0,073       |
| {\displaystyle \mathrm {e_{aq}^{-}} } | 0,28        |
| {\displaystyle \mathrm {H} {\cdot }}  | 0,062       |
| {\displaystyle {\cdot }\mathrm {OH} } | 0,28        |

Aus den Werten ergibt sich beispielsweise, dass bei der Bestrahlung von 1 l Wasser (Masse m = 1 kg) mit einer Dosis von D = 1 Gy = 1 J/kg eine Wasserstoff-Stoffmenge von n = 0,047 µmol entsteht:
{\displaystyle n(\mathrm {H_{2}} )=m\cdot D\cdot G(\mathrm {H_{2}} )=1\;\mathrm {kg} \cdot 1\;\mathrm {J/kg} \cdot 0{,}047\;\mathrm {\mu mol/J} =0{,}047\;\mathrm {\mu mol} }
Molekularer Sauerstoff (O2) ist kein primäres Produkt der Radiolyse; er entsteht allerdings durch die folgenden Reaktionen:
{\displaystyle \mathrm {H_{2}O_{2}} \ {+}\ {\cdot }\mathrm {OH} \ {\xrightarrow[{\qquad }]{}}\ \mathrm {HO_{2}} {\cdot }\ {+}\ \mathrm {H_{2}O} }
{\displaystyle \mathrm {HO_{2}} {\cdot }\ {+}\ {\cdot }\mathrm {OH} \ {\xrightarrow[{\qquad }]{}}\ \mathrm {H_{2}O} \ {+}\ \mathrm {O_{2}} }
{\displaystyle 2\;\mathrm {HO_{2}} {\cdot }\ {\xrightarrow[{\qquad }]{}}\ \mathrm {H_{2}O_{2}} \ {+}\ \mathrm {O_{2}} }
{\displaystyle \mathrm {H_{2}O_{2}} \ {+}\ \mathrm {HO_{2}} {\cdot }\ {\xrightarrow[{\qquad }]{}}\ \mathrm {H_{2}O} \ {+}\ {\cdot }\mathrm {OH} \ {+}\ \mathrm {O_{2}} }
Darüber hinaus treten auch Rückreaktionen der Radiolyseprodukte auf, sodass wieder Wasser entsteht:
{\displaystyle \mathrm {H_{2}} \ {+}\ {\cdot }\mathrm {OH} \ {\xrightarrow[{\qquad }]{}}\ \mathrm {H} {\cdot }\ {+}\ \mathrm {H_{2}O} }
{\displaystyle \mathrm {H} {\cdot }\ {+}\ \mathrm {H_{2}O_{2}} \ {\xrightarrow[{\qquad }]{}}\ \mathrm {H_{2}O} \ {+}\ {\cdot }\mathrm {OH} }
{\displaystyle \mathrm {H} {\cdot }\ {+}\ {\cdot }\mathrm {OH} \ {\xrightarrow[{\qquad }]{}}\ \mathrm {H_{2}O} }
{\displaystyle \mathrm {H_{3}O} ^{+}\ {+}\ \mathrm {OH} ^{-}\ {\xrightarrow[{\qquad }]{}}\ 2\;\mathrm {H_{2}O} }
Daher stellt sich – sofern die Radiolyseprodukte nicht entfernt werden (z. B. als Gas entweichen) oder mit anderen Stoffen reagieren – bei kontinuierlicher Bestrahlung ein Gleichgewicht der verschiedenen Reaktionsprodukte ein.

### Strahlenbiologie
Da lebende Organismen zu einem großen Teil aus Wasser bestehen, beruht die biologische Strahlenwirkung von ionisierender Strahlung nicht nur auf direkten Strahlenwirkungen, sondern auch auf den chemischen Reaktionen der im Wasser durch Radiolyse gebildeten reaktiven Sauerstoffspezies. Diese reaktiven Moleküle können nämlich diffundieren und somit durch weitere Reaktionen die DNA der Zellen indirekt beschädigen, was wiederum zum Zelltod führen kann. Dies wird beispielsweise bei der Strahlentherapie mit Photonen verwendet, um Tumoren zu bekämpfen.

### Kerntechnik
Die Radiolyse von Wasser findet bei allen mit Wasser moderierten oder gekühlten Kernreaktoren bereits im Normalbetrieb statt. Aus diesem Grund enthält der Frischdampf eines Siedewasserreaktors auch sogenanntes „Radiolysegas“ (Wasserstoff und Sauerstoff). Dagegen wird beim Druckwasserreaktor dem Reaktorkühlmittel ein geringer Überschuss von Wasserstoff zudosiert, um gemäß den oben genannten Rückreaktionen die Bildung von korrosiven Oxidationsmitteln (insbesondere ·OH, H2O2 und O2) zurückzudrängen.
Eine Ansammlung von zündfähigen Radiolysegasgemischen soll möglichst vermieden werden, um eine unter Umständen explosionsartige Reaktion von Wasserstoff mit Sauerstoff auszuschließen.
{\displaystyle 2\;\mathrm {H_{2}} \ {+}\ \mathrm {O_{2}} \ {\xrightarrow[{\qquad }]{}}\ 2\;\mathrm {H_{2}O} }
Am 14. Dezember 2001 kam es allerdings im Kernkraftwerk Brunsbüttel zu einer solchen Radiolysegasreaktion, wodurch ein etwa 2,7 m langes Stück der Deckelsprühleitung zerstört wurde.
Die Radiolyse von Wasser ist auch bei der Betrachtung von Auslegungsstörfällen (z. B. von hypothetischen Kühlmittelverluststörfällen) zu beachten. Für die Wasserstoffbildung sind insbesondere die folgenden Quellen zu berücksichtigen:
- Radiolyse im Reaktorkern
- Radiolyse im Sumpf des Sicherheitsbehälters
- Radiolyse im Brennelementlagerbecken

Bei der Berechnung der Wasserstoffbildung ist dabei ein konservativer G-Wert von G(H2) = 0,44 Moleküle/100 eV anzunehmen.
Die Radiolyse von Wasser ist nicht zu verwechseln mit der Bildung von Wasserstoff durch die exotherme Reaktion von Zirconium mit Wasserdampf, die bei schweren Störfällen von Kernreaktoren auftreten kann:
{\displaystyle \mathrm {Zr} \ {+}\ 2\;\mathrm {H_{2}O} \ {\xrightarrow[{\qquad }]{}}\ \mathrm {ZrO_{2}} \ {+}\ 2\;\mathrm {H_{2}} }

## Radiolyse von Luft
Ein bekanntes Produkt der strahlenchemischen Reaktion von Sauerstoff ist Ozon. Bereits 1911 beschrieb Samuel C. Lind die strahlenchemische Ausbeute der Ozonbildung.
{\displaystyle \mathrm {O_{2}} \ {\xrightarrow[{\qquad }]{\gamma }}\ 2\;\mathrm {O} }
{\displaystyle \mathrm {O} \ {+}\ \mathrm {O_{2}} \ {\xrightarrow[{\qquad }]{}}\ \mathrm {O_{3}} }
Bei der Einwirkung von ionisierender Strahlung auf Luft oder ähnliche Gasgemische aus Stickstoff und Sauerstoff entstehen Stickoxide (hauptsächlich Stickstoffdioxid) gemäß den folgenden Reaktionen:
{\displaystyle \mathrm {N_{2}} \ {\xrightarrow[{\qquad }]{\gamma }}\ 2\;\mathrm {N} }
{\displaystyle \mathrm {O_{2}} \ {\xrightarrow[{\qquad }]{\gamma }}\ 2\;\mathrm {O} }
{\displaystyle \mathrm {N} \ {+}\ \mathrm {O_{2}} \ {\xrightarrow[{\qquad }]{}}\ \mathrm {NO} \ {+}\ \mathrm {O} }
{\displaystyle 2\;\mathrm {NO} \ {+}\ \mathrm {O_{2}} \ {\xrightarrow[{\qquad }]{}}\ 2\;\mathrm {NO_{2}} }
{\displaystyle \mathrm {NO_{2}} \ {+}\ \mathrm {N} \ {\xrightarrow[{\qquad }]{}}\ \mathrm {N_{2}O} \ {+}\ \mathrm {O} }
{\displaystyle \mathrm {NO_{2}} \ {\xrightarrow[{\qquad }]{\gamma }}\ \mathrm {NO} \ {+}\ \mathrm {O} }
{\displaystyle \mathrm {NO_{2}} \ {\xrightarrow[{\qquad }]{\gamma }}\ \mathrm {N} \ {+}\ 2\;\mathrm {O} }
{\displaystyle \mathrm {O} \ {+}\ \mathrm {NO_{2}} \ {\xrightarrow[{\qquad }]{}}\ \mathrm {NO} \ {+}\ \mathrm {O_{2}} }
{\displaystyle \mathrm {NO_{2}} \ {+}\ \mathrm {N} \ {\xrightarrow[{\qquad }]{}}\ 2\;\mathrm {NO} }
{\displaystyle 2\;\mathrm {NO} \ {+}\ \mathrm {O_{2}} \ {\xrightarrow[{\qquad }]{}}\ 2\;\mathrm {NO_{2}} }
{\displaystyle \mathrm {NO_{2}} \ {+}\ \mathrm {N} \ {\xrightarrow[{\qquad }]{}}\ \mathrm {N_{2}O} \ {+}\ \mathrm {O} }
{\displaystyle \mathrm {N_{2}O} \ {\xrightarrow[{\qquad }]{}}\ \mathrm {N_{2}} \ {+}\ \mathrm {O} }
{\displaystyle \mathrm {NO_{2}} \ {+}\ \mathrm {N} \ {\xrightarrow[{\qquad }]{}}\ \mathrm {N_{2}} \ {+}\ 2\;\mathrm {O} }
{\displaystyle 2\;\mathrm {O} \ {\xrightarrow[{\qquad }]{}}\ \mathrm {O_{2}} }
{\displaystyle \mathrm {N_{2}O} \ {\xrightarrow[{\qquad }]{\gamma }}\ \mathrm {N_{2}} \ {+}\ \mathrm {O} }
{\displaystyle \mathrm {N_{2}O} \ {\xrightarrow[{\qquad }]{\gamma }}\ \mathrm {N} \ {+}\ \mathrm {NO} }
Diese Reaktionen sind insbesondere von Bedeutung, wenn Kernreaktoren mit Luft gekühlt werden. Zur Kühlung von gasgekühlten Reaktoren wird häufig auch Kohlendioxid eingesetzt, weshalb dessen strahlenchemischen Reaktionen untersucht worden sind:
{\displaystyle \mathrm {CO_{2}} \ {\xrightarrow[{\qquad }]{\gamma }}\ \mathrm {CO} \ {+}\ \mathrm {O} }
{\displaystyle \mathrm {CO_{2}} \ {\xrightarrow[{\qquad }]{\gamma }}\ \mathrm {C} \ {+}\ 2\;\mathrm {O} }
{\displaystyle \mathrm {CO} \ +\ \mathrm {C} \ {\xrightarrow[{\qquad }]{}}\ \mathrm {C_{2}O} }
{\displaystyle \mathrm {C_{2}O} \ +\ \mathrm {CO} \ {\xrightarrow[{\qquad }]{}}\ \mathrm {C_{3}O_{2}} }
{\displaystyle \mathrm {C_{3}O_{2}} \ +\ \mathrm {O} \ {\xrightarrow[{\qquad }]{}}\ \mathrm {CO_{2}} \ +\ \mathrm {C_{2}O} }

## Autoradiolyse
Autoradiolyse ist die Radiolyse einer chemischen Verbindung durch Strahlung von radioaktiven Atomen im Stoff selbst. Sie kommt also nur in Stoffen mit radioaktiven Elementen oder radioaktiven Isotopen von Elementen vor. Ein Beispiel stellen Umwandlungen von mit C-14 oder S-35 radioaktiv markierten organischen Verbindungen dar, die in der Forschung eingesetzt werden.